# Беата Тишкевич

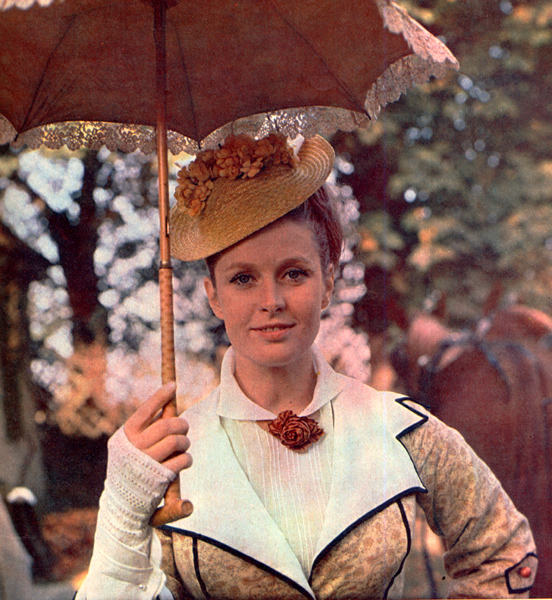
Беата Тишкевич (1968)

Беата Марія Гелена Тишкевич (пол. Beata Maria Helena Tyszkiewicz; нар. 14 серпня 1938, Вілянув поблизу Варшави, Польща) — польська кіноакторка, секс-символ 1960—1970-х років.

## Біографія
Народилася 14 серпня 1938 у родині графа Кшиштофа Марії Станіслава Тишкевича та його першої дружини Барбари Реховіч. Дебютувала у кіно в 16-річному віці у фільмі «Помста». На початку 1960-х років знялася в кількох фільмах, але першим великим успіхом став фільм кінорежисера А. Форда «Перший день свободи», де втілила молоду німкеню Інгу Роде, зґвалтовану після капітуляції Третього рейху іноземними робітниками.
Одружилася з польським кінорежисером Анджеєм Вайдою і знялася в трьох його фільмах.
На початку 1970-х років часто знімалася в інших країнах: Угорщини, Болгарії, НДР, СРСР.
Наприкінці 70-х переїхала до Франції, де знялася в декількох фільмах і серіалах, зокрема у режисера Клода Лелюша у фільмі «Марсель і Едіт».
Повернулася до Польщі у 1980-х роках, стала часто зніматися в кіно, але в основному в ролях другого плану. Знімалася і у білоруського режисера Михайла Пташука у художній стрічці «У серпні 44-го…».

## Фільмографія
1. 1957 — Помста — Клара
2. 1961 — Яцек і його президент — Іга
3. 1961 — Самсон — Стася
4. 1961 — Сьогодні вночі загине місто — Магда
5. 1962 — День поминання покійних — Катажина
6. 1963 — Чорні крила — Зуза
7. 1964 — Перший день свободи — Інга Роде
8. 1964 — Рукопис, знайдений у Сарагосі — донна Ребекка Узедом
9. 1965 — Попіл — принцеса Ельжбета
10. 1966 — Людина з поголеною головою (Бельгія) — Фран
11. 1966 — Марися і Наполеон — Марія Валевська / Марися
12. 1968 — Усі на продаж — Беата
13. 1968 — Лялька — Ізабелла Ленцка
14. 1968 — Ставка більша за життя — Крістін Кельд
15. 1969 — Дворянське гніздо (СРСР) — Варвара Павлівна
16. 1973 — Велика любов Бальзака (Франція) — Евеліна Ганська
17. 1975—1977 — Ночі і дні — Стефанія Ольшанська
18. 1983 — Едіт і Марсель (Франція) — мати Марго
19. 1983 — Сексмісія (у радянському прокаті Нові амазонки) — Берна
20. 1984 — Європейська історія (СРСР) — Анна Лоссер
21. 1985 — Ва-банк 2 — Звірська
22. 1987 — Посмішка диявола
23. 1992 — Мовчазна дотик — Гелді
24. 1992 — Прекрасна незнайомка — (Польща-Росія) — дама
25. 1993 — І в замку радість я знайду — Евеліна
26. 1993 — Два місяці
27. 1995 — Німці
28. 1998 — Золото дезертирів — графиня
29. 2001 — У серпні 44-го… — пані Гролінська